# Angola a 2012. évi nyári olimpiai játékokon
Angola a nagy-britanniai Londonban megrendezett 2012. évi nyári olimpiai játékok egyik részt vevő nemzete volt. Az országot az olimpián 7 sportágban 34 sportoló képviselte, akik érmet nem szereztek.

## Atlétika
Férfi
| Versenyző      | Versenyszám | Előfutam | Előfutam | Előfutam | Elődöntő | Elődöntő | Elődöntő | Döntő   | Döntő    |
| Versenyző      | Versenyszám | Idő      | Hely.    | Össz.    | Idő      | Hely.    | Össz.    | Idő     | Helyezés |
| -------------- | ----------- | -------- | -------- | -------- | -------- | -------- | -------- | ------- | -------- |
| Manuel Antonio | 800 m       | 1:52,54  | 7.       | 46.      | kiesett  | kiesett  | kiesett  | kiesett | kiesett  |

Női
| Versenyző        | Versenyszám | Előfutam | Előfutam | Előfutam | Elődöntő | Elődöntő | Elődöntő | Döntő   | Döntő    |
| Versenyző        | Versenyszám | Idő      | Hely.    | Össz.    | Idő      | Hely.    | Össz.    | Idő     | Helyezés |
| ---------------- | ----------- | -------- | -------- | -------- | -------- | -------- | -------- | ------- | -------- |
| Felismina Cavela | 800 m       | 2:10,95  | 5.       | 32.      | kiesett  | kiesett  | kiesett  | kiesett | kiesett  |

## Cselgáncs
Női
| Versenyző       | Versenyszám | Selejtező         | Nyolcaddöntő                      | Negyeddöntő       | Elődöntő          | Vigaszág elődöntő | Bronz- mérkőzés   | Döntő             | Helyezés |
| Versenyző       | Versenyszám | Ellenfél Eredmény | Ellenfél Eredmény                 | Ellenfél Eredmény | Ellenfél Eredmény | Ellenfél Eredmény | Ellenfél Eredmény | Ellenfél Eredmény | Helyezés |
| --------------- | ----------- | ----------------- | --------------------------------- | ----------------- | ----------------- | ----------------- | ----------------- | ----------------- | -------- |
| Antónia Moreira | Középsúly   | erőnyerő          | Yuri Alvear (COL) · 000(1)–100(0) | kiesett           | kiesett           |                   |                   |                   | 9.       |

## Kajak-kenu

### Síkvízi
Férfi
| Versenyző                           | Versenyszám        | Előfutam | Előfutam | Előfutam | Elődöntő | Elődöntő | Elődöntő | Döntő   | Döntő    | Döntő    | Helyezés |
| Versenyző                           | Versenyszám        | Idő      | Hely.    | Össz.    | Idő      | Hely.    | Össz.    | Típus   | Idő      | Helyezés | Helyezés |
| ----------------------------------- | ------------------ | -------- | -------- | -------- | -------- | -------- | -------- | ------- | -------- | -------- | -------- |
| Nelson Henriques                    | Kenu egyes 200 m   | 55,268   | 6.       | 15.      | 50,876   | 8.       | 18.      | kiesett | kiesett  | kiesett  | 23.      |
| Fortunato Pacavira                  | Kenu egyes 1000 m  | 4:39,723 | 6.       | 14.      | 4:43,027 | 7.       | 14.      | B       | 4:35,017 | 6.       | 14.      |
| Nelson Henriques Fortunato Pacavira | Kenu kettes 1000 m | 4:16,478 | 6.       | 12.      | 4:18,543 | 5.       | 10.      | B       | 4:15,497 | 4.       | 12.      |

## Kézilabda

### Női
| Angolai női kézilabdacsapat-játékoskeret                                                                           | Angolai női kézilabdacsapat-játékoskeret                                                                            |
| --- | --- |
| - Nair Almeida - Neyde Barbosa - Ana Barros - Natália Bernardo - Azenaide Carlos - Magda Cazanga - Cristina Branco | - Isabel Fernandes - Isabel Guialo - Luísa Kiala - Marcelina Kiala - Carolina Morais - Marta Santos - Joelma Viegas |

#### Eredmények
Csoportkör
A csoport
| Csapat               | M | Gy | D | V | G+  | G–  | Gk  | P |
| -------------------- | - | -- | - | - | --- | --- | --- | - |
| Brazília (BRA)       | 5 | 4  | 0 | 1 | 137 | 122 | +15 | 8 |
| Horvátország (CRO)   | 5 | 4  | 0 | 1 | 145 | 115 | +30 | 8 |
| Oroszország (RUS)    | 5 | 3  | 1 | 1 | 151 | 125 | +26 | 7 |
| Montenegró (MNE)     | 5 | 2  | 1 | 2 | 137 | 123 | +14 | 5 |
| Angola (ANG)         | 5 | 1  | 0 | 4 | 132 | 142 | −10 | 2 |
| Nagy-Britannia (GBR) | 5 | 0  | 0 | 5 | 91  | 166 | −75 | 0 |

| 2012. július 28. 9:30 (10:30) | Oroszország (RUS) | 30–27       | Angola (ANG) | Copper Box, London Nézőszám: 3604 Játékvezetők: Nacsevszki, Nikolov (MKD) |
| 2012. július 28. 9:30 (10:30) | Posztnova 5       | (16–11)     | Guialo 5     | Copper Box, London Nézőszám: 3604 Játékvezetők: Nacsevszki, Nikolov (MKD) |
| 2012. július 28. 9:30 (10:30) | 3× 3×             | Jegyzőkönyv | 4× 3×        | Copper Box, London Nézőszám: 3604 Játékvezetők: Nacsevszki, Nikolov (MKD) |

| 2012. július 30. 9:30 (10:30) | Angola (ANG)       | 23–28       | Horvátország (CRO) | Copper Box, London Nézőszám: 3892 Játékvezetők: Al-Nuaimi, Omar (UAE) |
| 2012. július 30. 9:30 (10:30) | Guialo, M. Kiala 5 | (11–13)     | Zebić 9            | Copper Box, London Nézőszám: 3892 Játékvezetők: Al-Nuaimi, Omar (UAE) |
| 2012. július 30. 9:30 (10:30) | 4× 2×              | Jegyzőkönyv | 2× 3×              | Copper Box, London Nézőszám: 3892 Játékvezetők: Al-Nuaimi, Omar (UAE) |

| 2012. augusztus 1. 11:15 (12:15) | Montenegró (MNE)        | 30–25       | Angola (ANG) | Copper Box, London Nézőszám: 4354 Játékvezetők: Abdulla, Bamutref (QAT) |
| 2012. augusztus 1. 11:15 (12:15) | Popović, K. Bulatović 6 | (13–14)     | Carlos 7     | Copper Box, London Nézőszám: 4354 Játékvezetők: Abdulla, Bamutref (QAT) |
| 2012. augusztus 1. 11:15 (12:15) | 3× 3×                   | Jegyzőkönyv | 3× 3×        | Copper Box, London Nézőszám: 4354 Játékvezetők: Abdulla, Bamutref (QAT) |

| 2012. augusztus 3. 9:30 (10:30) | Angola (ANG) | 31–25       | Nagy-Britannia (GBR) | Copper Box, London Nézőszám: 4081 Játékvezetők: Florescu, Duţă (ROU) |
| 2012. augusztus 3. 9:30 (10:30) | Almeida 8    | (14–10)     | Gerbron 9            | Copper Box, London Nézőszám: 4081 Játékvezetők: Florescu, Duţă (ROU) |
| 2012. augusztus 3. 9:30 (10:30) | 3× 2×        | Jegyzőkönyv | 1× 3×                | Copper Box, London Nézőszám: 4081 Játékvezetők: Florescu, Duţă (ROU) |

| 2012. augusztus 5. 11:15 (12:15) | Brazília (BRA)  | 29–26       | Angola (ANG) | Copper Box, London Nézőszám: 4585 Játékvezetők: Bartlett, Stokes (GBR) |
| 2012. augusztus 5. 11:15 (12:15) | három játékos 5 | (14–9)      | Kiala 6      | Copper Box, London Nézőszám: 4585 Játékvezetők: Bartlett, Stokes (GBR) |
| 2012. augusztus 5. 11:15 (12:15) | 1× 3×           | Jegyzőkönyv | 3× 3×        | Copper Box, London Nézőszám: 4585 Játékvezetők: Bartlett, Stokes (GBR) |

| Csapat       | Helyezés |
| ------------ | -------- |
| Angola (ANG) | 10.      |

## Kosárlabda

### Női
| Angolai női kosárlabdacsapat-játékoskeret                                                                | Angolai női kosárlabdacsapat-játékoskeret                                                               |
| --- | --- |
| - Catarina Camufal - Angela Cardoso - Fineza Eusébio - Madalena Felix - Ngiendula Filipe - Ana Gonçalves | - Sonia Guadalupe - Felizarda Jorge - Nadir Manuel - Nassecela Mauricio - Luisa Tomas - Astrida Vicente |

#### Eredmények
Csoportkör
A csoport
| Csapat                 | M | Gy | V | P+  | P–  | Pk   | PA    | P  |
| ---------------------- | - | -- | - | --- | --- | ---- | ----- | -- |
| Egyesült Államok (USA) | 5 | 5  | 0 | 462 | 279 | +183 | 1,656 | 10 |
| Törökország (TUR)      | 5 | 4  | 1 | 343 | 316 | +27  | 1,085 | 9  |
| Kína (CHN)             | 5 | 3  | 2 | 346 | 363 | −17  | 0,953 | 8  |
| Csehország (CZE)       | 5 | 2  | 3 | 346 | 332 | +14  | 1,042 | 7  |
| Horvátország (CRO)     | 5 | 1  | 4 | 324 | 379 | −55  | 0,855 | 6  |
| Angola (ANG)           | 5 | 0  | 5 | 243 | 395 | −152 | 0,615 | 5  |

| 2012. július 28. 14:30 (15:30) | Törökország (TUR)                       | 72–50     | Angola (ANG)    | Basketball Arena, London Játékvezetők: Elena Chernova (RUS), Vitalis Gode (KEN), Fernando Sampietro (ARG) |
| 2012. július 28. 14:30 (15:30) | (21–8, 14–17, 23–14, 14–11) Jegyzőkönyv |           |                 | Basketball Arena, London Játékvezetők: Elena Chernova (RUS), Vitalis Gode (KEN), Fernando Sampietro (ARG) |
| 2012. július 28. 14:30 (15:30) | Palazoğlu 13                            | Pont      | Mauricio 11     | Basketball Arena, London Játékvezetők: Elena Chernova (RUS), Vitalis Gode (KEN), Fernando Sampietro (ARG) |
| 2012. július 28. 14:30 (15:30) | Çağlar 7                                | Lepattanó | Tomas, Manuel 5 | Basketball Arena, London Játékvezetők: Elena Chernova (RUS), Vitalis Gode (KEN), Fernando Sampietro (ARG) |
| 2012. július 28. 14:30 (15:30) | Vardarlı 5                              | Gólpassz  | Camufal 2       | Basketball Arena, London Játékvezetők: Elena Chernova (RUS), Vitalis Gode (KEN), Fernando Sampietro (ARG) |

| 2012. július 30. 22:15 (23:15) | Angola (ANG)                           | 38–90     | Egyesült Államok (USA) | Basketball Arena, London Játékvezetők: Carole Delauné (FRA), Marcos Benito (BRA), Robert Lottermoser (GER) |
| 2012. július 30. 22:15 (23:15) | (12–22, 6–19, 11–28, 9–21) Jegyzőkönyv |           |                        | Basketball Arena, London Játékvezetők: Carole Delauné (FRA), Marcos Benito (BRA), Robert Lottermoser (GER) |
| 2012. július 30. 22:15 (23:15) | Guadalupe 11                           | Pont      | Parker 14              | Basketball Arena, London Játékvezetők: Carole Delauné (FRA), Marcos Benito (BRA), Robert Lottermoser (GER) |
| 2012. július 30. 22:15 (23:15) | Mauricio, Manuel 6                     | Lepattanó | Parker 12              | Basketball Arena, London Játékvezetők: Carole Delauné (FRA), Marcos Benito (BRA), Robert Lottermoser (GER) |
| 2012. július 30. 22:15 (23:15) | Manuel 2                               | Gólpassz  | Bird 5                 | Basketball Arena, London Játékvezetők: Carole Delauné (FRA), Marcos Benito (BRA), Robert Lottermoser (GER) |

| 2012. augusztus 1. 11:15 (12:15) | Kína (CHN)                              | 76–52     | Angola (ANG)    | Basketball Arena, London Játékvezetők: Christos Christodoulou (GRE), Samir Abaakil (MAR), Shenal Bendke (IND) |
| 2012. augusztus 1. 11:15 (12:15) | (15–13, 18–18, 24–6, 19–15) Jegyzőkönyv |           |                 | Basketball Arena, London Játékvezetők: Christos Christodoulou (GRE), Samir Abaakil (MAR), Shenal Bendke (IND) |
| 2012. augusztus 1. 11:15 (12:15) | Ma Zengyu 15                            | Pont      | Guadalupe 12    | Basketball Arena, London Játékvezetők: Christos Christodoulou (GRE), Samir Abaakil (MAR), Shenal Bendke (IND) |
| 2012. augusztus 1. 11:15 (12:15) | Gao Song 9                              | Lepattanó | Tomas 9         | Basketball Arena, London Játékvezetők: Christos Christodoulou (GRE), Samir Abaakil (MAR), Shenal Bendke (IND) |
| 2012. augusztus 1. 11:15 (12:15) | Miao Li-csie 5                          | Gólpassz  | három játékos 2 | Basketball Arena, London Játékvezetők: Christos Christodoulou (GRE), Samir Abaakil (MAR), Shenal Bendke (IND) |

| 2012. augusztus 3. 9:00 (10:00) | Angola (ANG)                             | 56–75     | Horvátország (CRO) | Basketball Arena, London Játékvezetők: Stephen Seibel (CAN), Szuguro Sóko (JPN), Peng Ling (CHN) |
| 2012. augusztus 3. 9:00 (10:00) | (18–24, 14–17, 11–18, 13–16) Jegyzőkönyv |           |                    | Basketball Arena, London Játékvezetők: Stephen Seibel (CAN), Szuguro Sóko (JPN), Peng Ling (CHN) |
| 2012. augusztus 3. 9:00 (10:00) | Tomas 15                                 | Pont      | Lelas 23           | Basketball Arena, London Játékvezetők: Stephen Seibel (CAN), Szuguro Sóko (JPN), Peng Ling (CHN) |
| 2012. augusztus 3. 9:00 (10:00) | Mauricio, Tomas 8                        | Lepattanó | Ivanković 7        | Basketball Arena, London Játékvezetők: Stephen Seibel (CAN), Szuguro Sóko (JPN), Peng Ling (CHN) |
| 2012. augusztus 3. 9:00 (10:00) | Mauricio 4                               | Gólpassz  | Mandir 5           | Basketball Arena, London Játékvezetők: Stephen Seibel (CAN), Szuguro Sóko (JPN), Peng Ling (CHN) |

| 2012. augusztus 5. 11:15 (12:15) | Angola (ANG)                            | 47–82     | Csehország (CZE) | Basketball Arena, London Játékvezetők: Rabah Noujaim (LIB), Vaughan Mayberry (AUS), Vitalis Gode (KEN) |
| 2012. augusztus 5. 11:15 (12:15) | (18–23, 7–17, 10–18, 12–24) Jegyzőkönyv |           |                  | Basketball Arena, London Játékvezetők: Rabah Noujaim (LIB), Vaughan Mayberry (AUS), Vitalis Gode (KEN) |
| 2012. augusztus 5. 11:15 (12:15) | Mauricio 18                             | Pont      | Zrůstová 20      | Basketball Arena, London Játékvezetők: Rabah Noujaim (LIB), Vaughan Mayberry (AUS), Vitalis Gode (KEN) |
| 2012. augusztus 5. 11:15 (12:15) | Manuel 12                               | Lepattanó | Horáková 9       | Basketball Arena, London Játékvezetők: Rabah Noujaim (LIB), Vaughan Mayberry (AUS), Vitalis Gode (KEN) |
| 2012. augusztus 5. 11:15 (12:15) | Eusébio, Guadalupe 2                    | Gólpassz  | Elhotová 4       | Basketball Arena, London Játékvezetők: Rabah Noujaim (LIB), Vaughan Mayberry (AUS), Vitalis Gode (KEN) |

| Csapat       | Helyezés |
| ------------ | -------- |
| Angola (ANG) | 12.      |

## Ökölvívás
Férfi
| Versenyző   | Versenyszám | Nyolcaddöntő                           | Negyeddöntő       | Elődöntő          | Döntő             | Helyezés |
| Versenyző   | Versenyszám | Ellenfél Eredmény                      | Ellenfél Eredmény | Ellenfél Eredmény | Ellenfél Eredmény | Helyezés |
| ----------- | ----------- | -------------------------------------- | ----------------- | ----------------- | ----------------- | -------- |
| Tumba Silva | Nehézsúly   | Clemente Russo (ITA) · mérkőzés nélkül | kiesett           | kiesett           | kiesett           | 9.       |

## Úszás
Férfi
| Versenyző     | Versenyszám  | Előfutam | Előfutam | Előfutam | Elődöntő | Elődöntő | Elődöntő | Döntő   | Döntő    |
| Versenyző     | Versenyszám  | Idő      | Hely.    | Össz.    | Idő      | Hely.    | Össz.    | Idő     | Helyezés |
| ------------- | ------------ | -------- | -------- | -------- | -------- | -------- | -------- | ------- | -------- |
| Pedro Pinotes | 400 m vegyes | 4:24,69  | 7.       | 30.      | kiesett  | kiesett  | kiesett  | kiesett | kiesett  |

Női
| Versenyző         | Versenyszám | Előfutam | Előfutam | Előfutam | Elődöntő | Elődöntő | Elődöntő | Döntő   | Döntő    |
| Versenyző         | Versenyszám | Idő      | Hely.    | Össz.    | Idő      | Hely.    | Össz.    | Idő     | Helyezés |
| ----------------- | ----------- | -------- | -------- | -------- | -------- | -------- | -------- | ------- | -------- |
| Mariana Henriques | 50 m gyors  | 31,36    | 8.       | 61.      | kiesett  | kiesett  | kiesett  | kiesett | kiesett  |